# La Thuile (France)
Pour les articles homonymes, voir La Thuile.
Ne doit pas être confondu avec Lathuile.
La Thuile est une commune française située dans le département de la Savoie, en région Auvergne-Rhône-Alpes.

## Géographie

### Situation
La commune de La Thuile est située dans le département de la Savoie à l'extrémité méridionale du massif des Bauges, à proximité de Chambéry.
Elle fait partie du parc naturel régional du Massif des Bauges

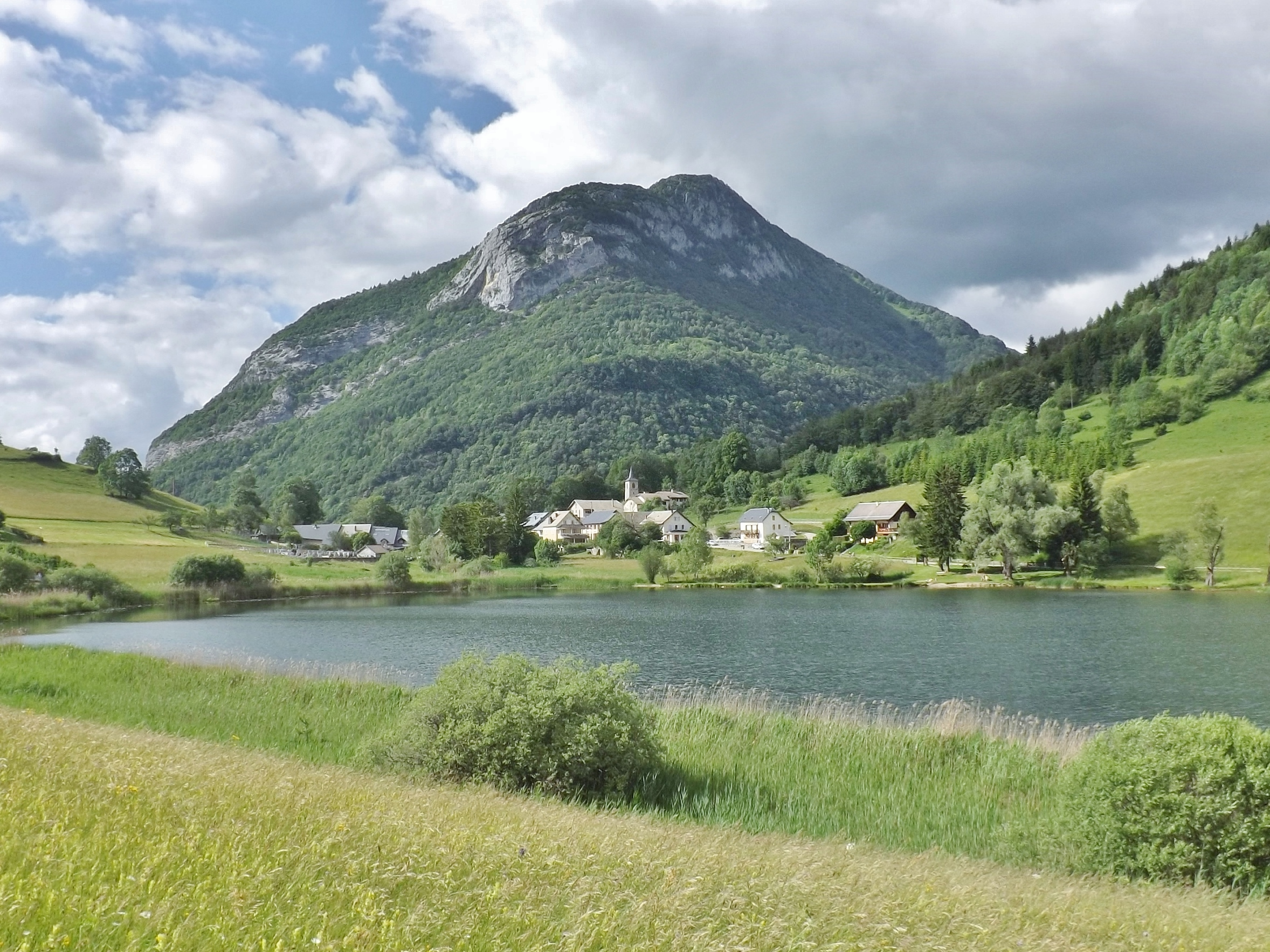
Le chef-lieu de la commune au lac de la Thuile.
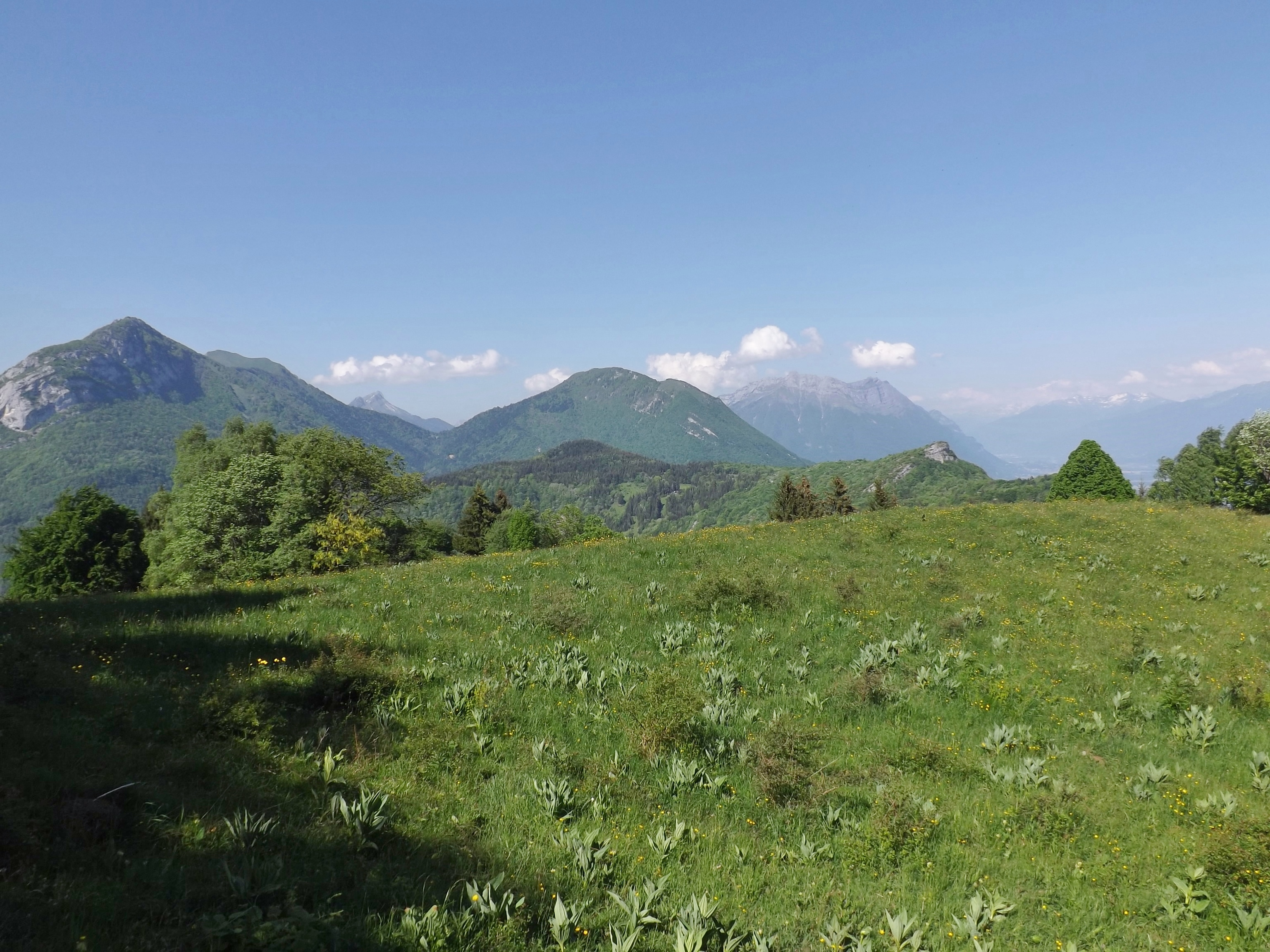
Extrémité sud des Bauges à La Thuile.

### Communes limitrophes
La Thuile compte un total de neuf communes limitrophes, mais dont trois seulement sont directement liées à la commune par une route carrossable : Curienne, Puygros et Cruet par le col du Marocaz. Les autres communes sont séparées de la Thuile par des sommets ne pouvant être franchis que par d'éventuels sentiers de randonnée.
| Curienne           | Puygros / Thoiry     | Aillon-le-Jeune                |
| Curienne / Chignin | La Thuile            | Saint-Jean-de-la-Porte / Cruet |
| Chignin            | Francin / Montmélian | Montmélian                     |

### Géologie et relief

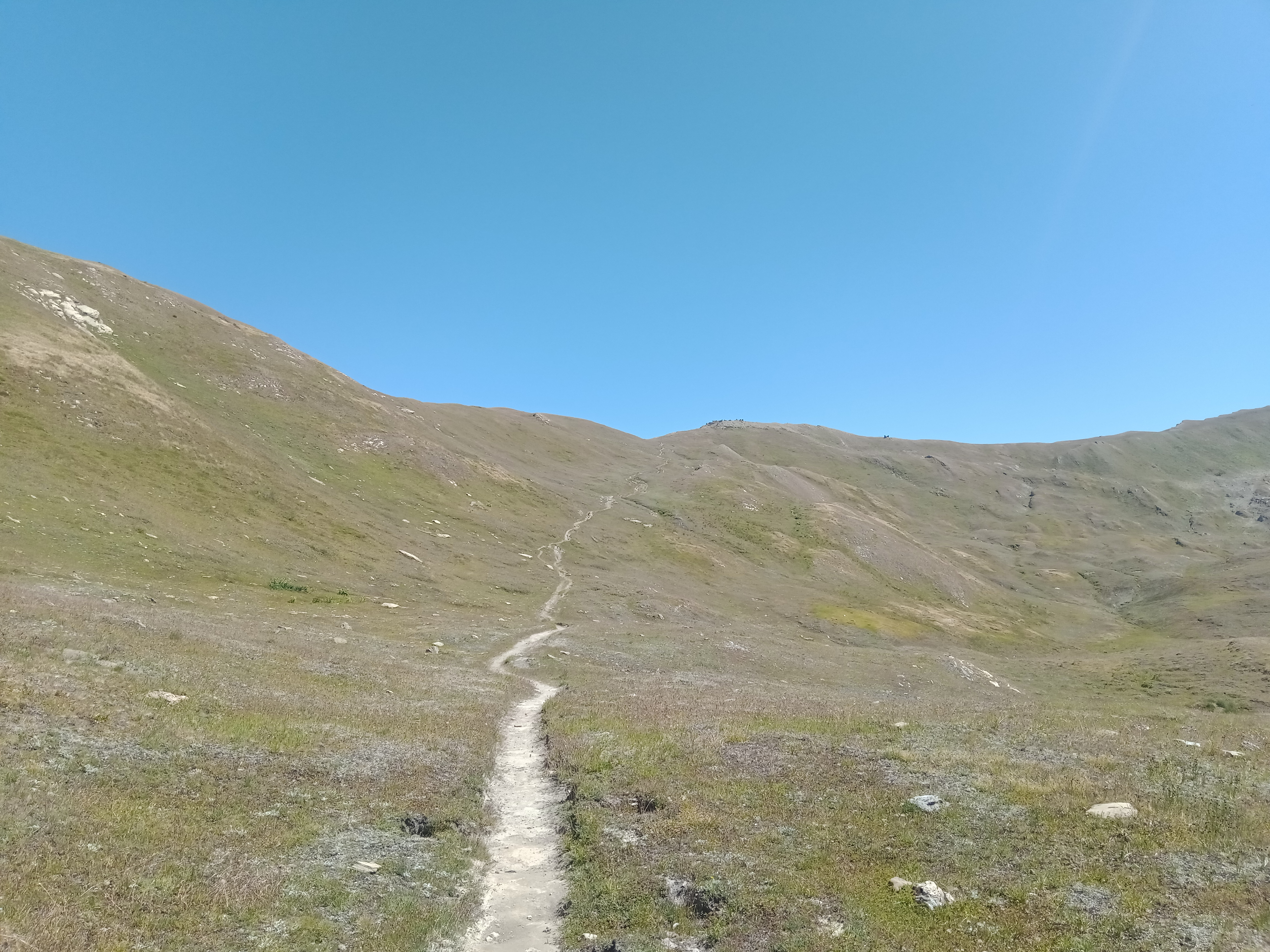
Le col du Mont Fortin.

La Thuile s'étend sur la partie haute du massif des Bauges, à une altitude variant de 656  à   1 640 mètres, le chef-lieu étant pour sa part situé à environ 900 m.
Le territoire de la commune est constitué à la fois d'un plateau sur lequel se situe le chef-lieu et le lac de la Thuile, ainsi que de reliefs situés en pourtour du plateau et au nord avec le pic de la Sauge (1 612 m), la pointe de la Galoppaz (1 680 m) et le mont Charvais (1 572 m), tous trois marquant les limites de la commune. Au sud et à l'ouest, ce sont le roc de Tormery (1 135 m), la roche du Guet (1 209 m) et Montgelas (1 301 m) qui constituent les limites de la commune avec celles situées dans la cluse de Chambéry (Chignin, Francin) et la combe de Savoie (Montmélian, Arbin).

### Hydrographie
En matière d'hydrographie, outre le lac et son unique émissaire, la commune n'est traversée que par quelques menus ruisseaux, tels celui de Nécuidet ou de la Combe noire.

La lac de La Thuile en novembre 2019.

## Urbanisme

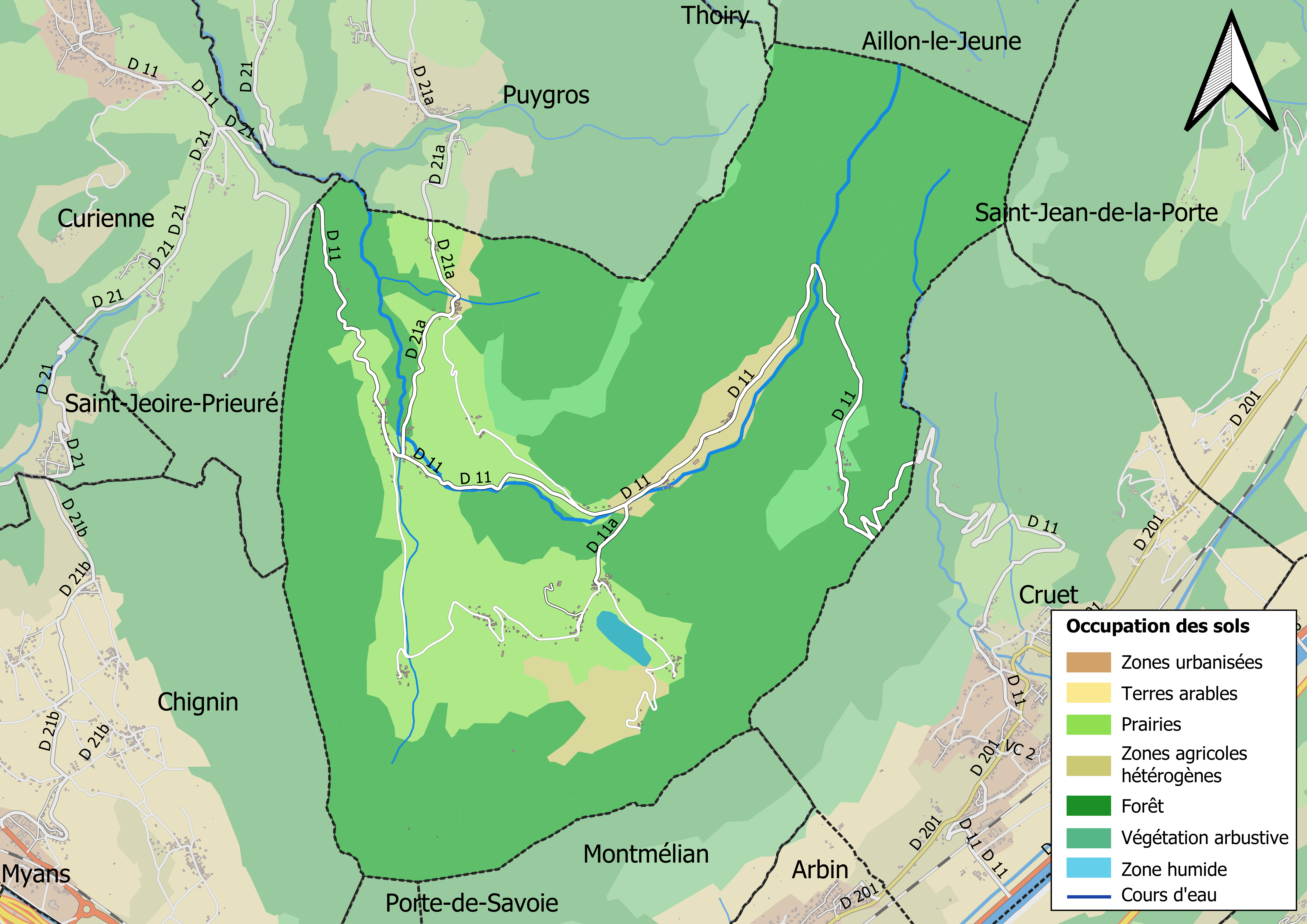
Carte des infrastructures et de l'occupation des sols en 2018 (CLC) de la commune.

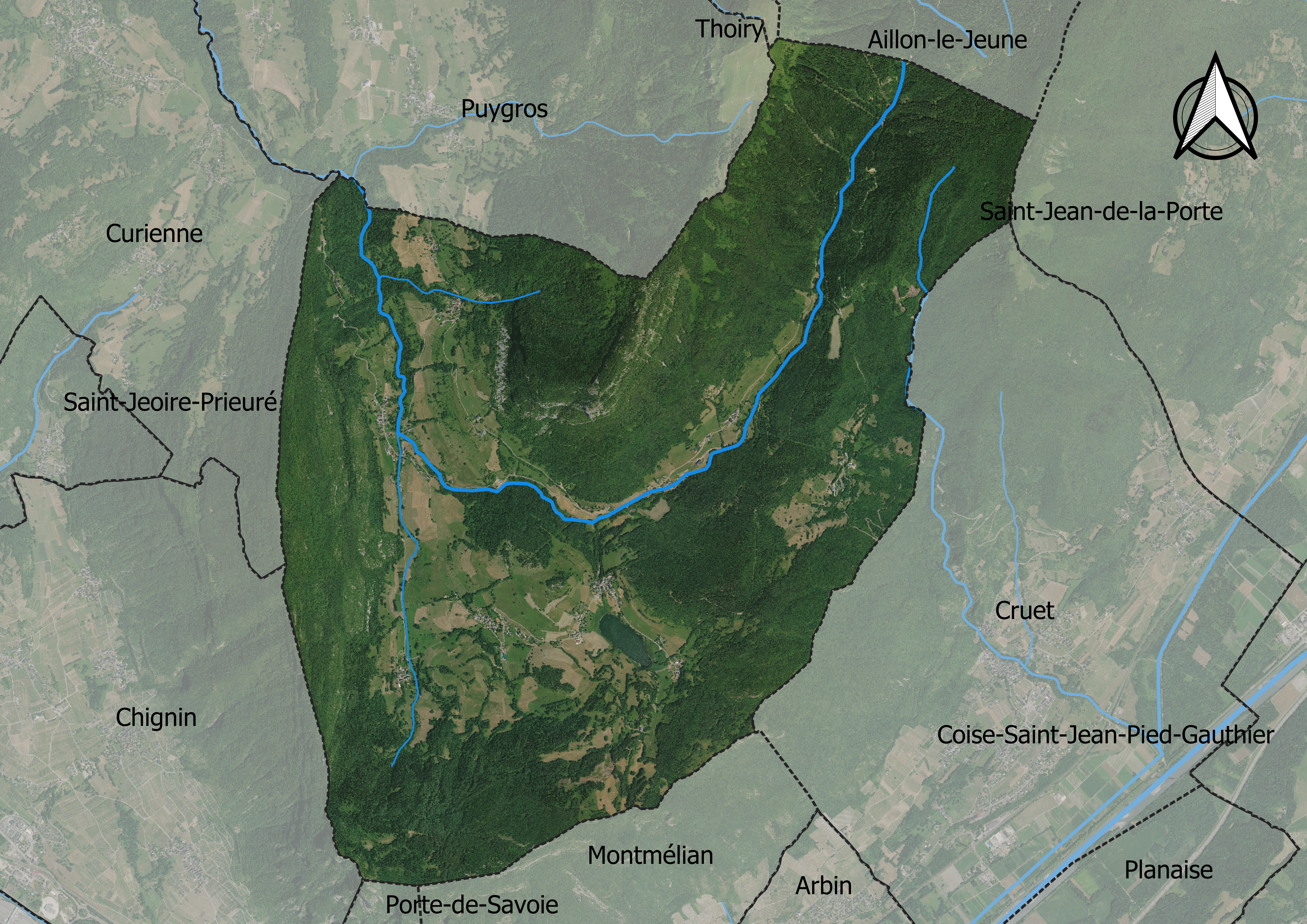
Carte orthophotogrammétrique de la commune.

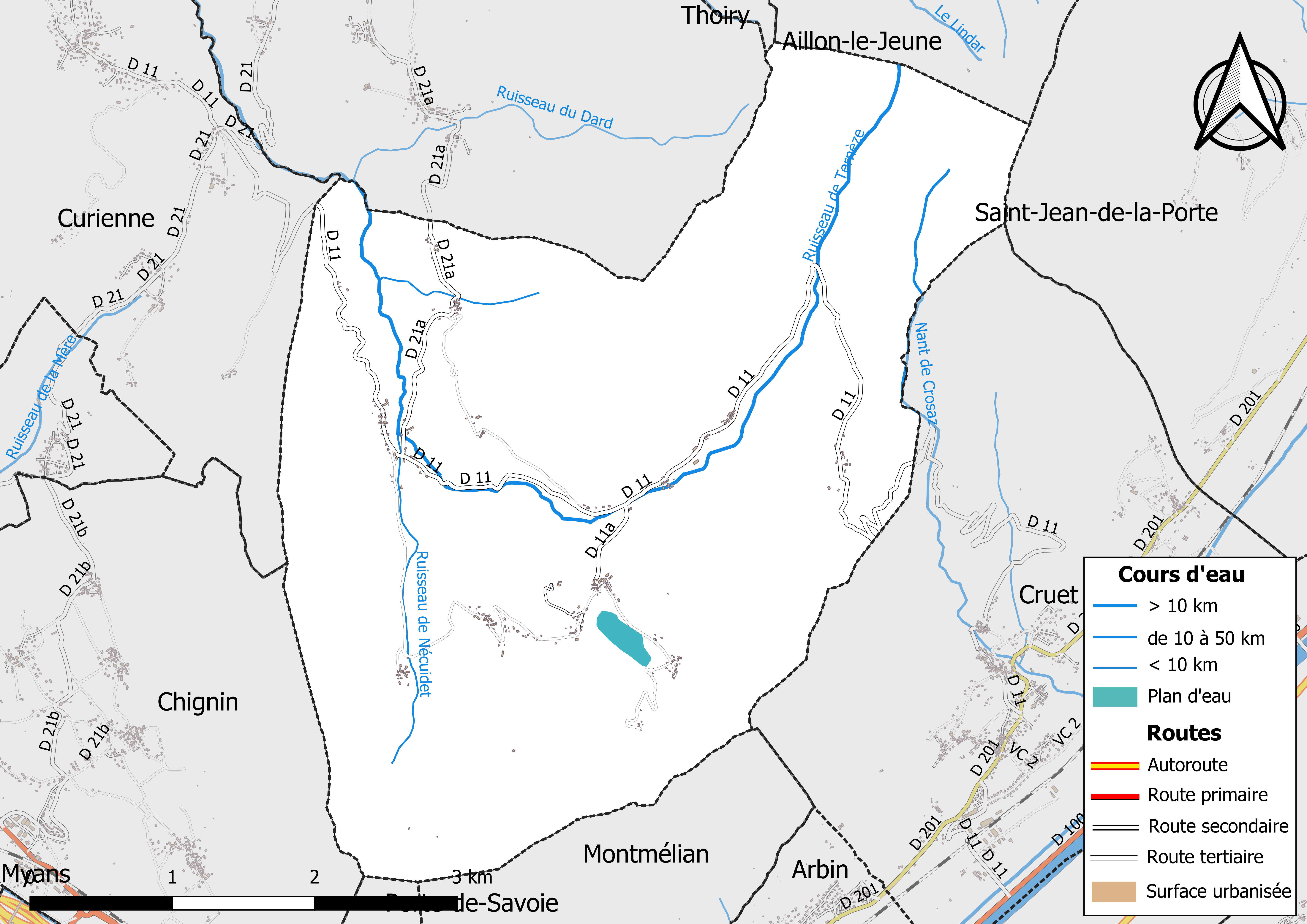
Carte hydrographique et routière de la commune.

### Typologie
Au 1er janvier 2024, La Thuile est catégorisée commune rurale à habitat dispersé, selon la nouvelle grille communale de densité à sept niveaux définie par l'Insee en 2022.
Elle est située hors unité urbaine. Par ailleurs la commune fait partie de l'aire d'attraction de Chambéry, dont elle est une commune de la couronne,. Cette aire, qui regroupe 115 communes, est catégorisée dans les aires de 200 000 à moins de 700 000 habitants,.

### Occupation des sols
L'occupation des sols de la commune, telle qu'elle ressort de la base de données européenne d’occupation biophysique des sols Corine Land Cover (CLC), est marquée par l'importance des forêts et milieux semi-naturels (76,3 % en 2018), une proportion sensiblement équivalente à celle de 1990 (75,6 %). La répartition détaillée en 2018 est la suivante : 
forêts (74,4 %), prairies (19 %), zones agricoles hétérogènes (4,7 %), milieux à végétation arbustive et/ou herbacée (1,9 %).
L'IGN met par ailleurs à disposition un outil en ligne permettant de comparer l’évolution dans le temps de l’occupation des sols de la commune (ou de territoires à des échelles différentes). Plusieurs époques sont accessibles sous forme de cartes ou photos aériennes : la carte de Cassini (XVIIIe siècle), la carte d'état-major (1820-1866) et la période actuelle (1950 à aujourd'hui).

### Habitat et logement
En 2020, le nombre total de logements dans la commune était de 185, alors qu'il était de 179 en 2015 et de 173 en 2010.
Parmi ces logements, 66,7 % étaient des résidences principales, 20,6 % des résidences secondaires et 12,8 % des logements vacants. Ces logements étaient pour 96,7 % d'entre eux des maisons individuelles et pour 2,8 % des appartements.
Le tableau ci-dessous présente la typologie des logements à la La Thuile en 2020 en comparaison avec celle de la Savoie et de la France entière. Une caractéristique marquante du parc de logements est ainsi une proportion de résidences secondaires et logements occasionnels (20,6 %) inférieure à celle du département (37 %) mais supérieure à celle de la France entière (9,7 %). Concernant le statut d'occupation de ces logements, 82,4 % des habitants de la commune sont propriétaires de leur logement (82,9 % en 2015), contre 60,2 % pour la Savoie et 57,5 pour la France entière.
| Typologie                                               | La Thuile | Savoie | France entière |
| ------------------------------------------------------- | --------- | ------ | -------------- |
| Résidences principales (en %)                           | 66,7      | 57     | 82,1           |
| Résidences secondaires et logements occasionnels (en %) | 20,6      | 37     | 9,7            |
| Logements vacants (en %)                                | 12,8      | 6      | 8,2            |

### Voies de communication et transports
La commune de La Thuile est principalement desservie par la route départementale 11 reliant Barby dans l'agglomération de Chambéry à la route départementale 1006 (ancienne route nationale 6) sur la commune de Cruet dans la combe de Savoie. Elle arrive au nord-ouest par Curienne et quitte la commune à l'est après avoir franchi le col du Marocaz à 968 m d'altitude. À mi-chemin, la RD 11 est prolongée au sud sur un kilomètre par la RD 11a pour desservir le chef-lieu et le lac de la Thuile. En outre, la commune de La Thuile est desservie par la route départementale 21a arrivant de Puygros, et rejoignant la RD 11 entre Curienne et le chef-lieu.

## Toponymie
Le nom de la commune est mentionné pour la première fois, vers 1100, dans le Cartulaire de Grenoble, sous la forme Ecclesia de Tovelia. Au cours du même siècle, le lac est mentionné Lacus de la Tuelli. Les formes successives dans les documents sont la Tuelli (1251), Clericus de Thuyllia (1344), Tuyllia (vers 1370), Curatus de Tullie (1414), Tegula (fin du XIVe siècle), de Tullia (1497).
Le toponyme proviendrait du mot latin tegula, signifiant tuile. Gros considère qu'il y avait probablement un site de fabrique de tuiles sur le territoire de l'actuelle commune.
En francoprovençal, le nom de la commune s'écrit La Teulye, selon la graphie de Conflans.

## Politique et administration

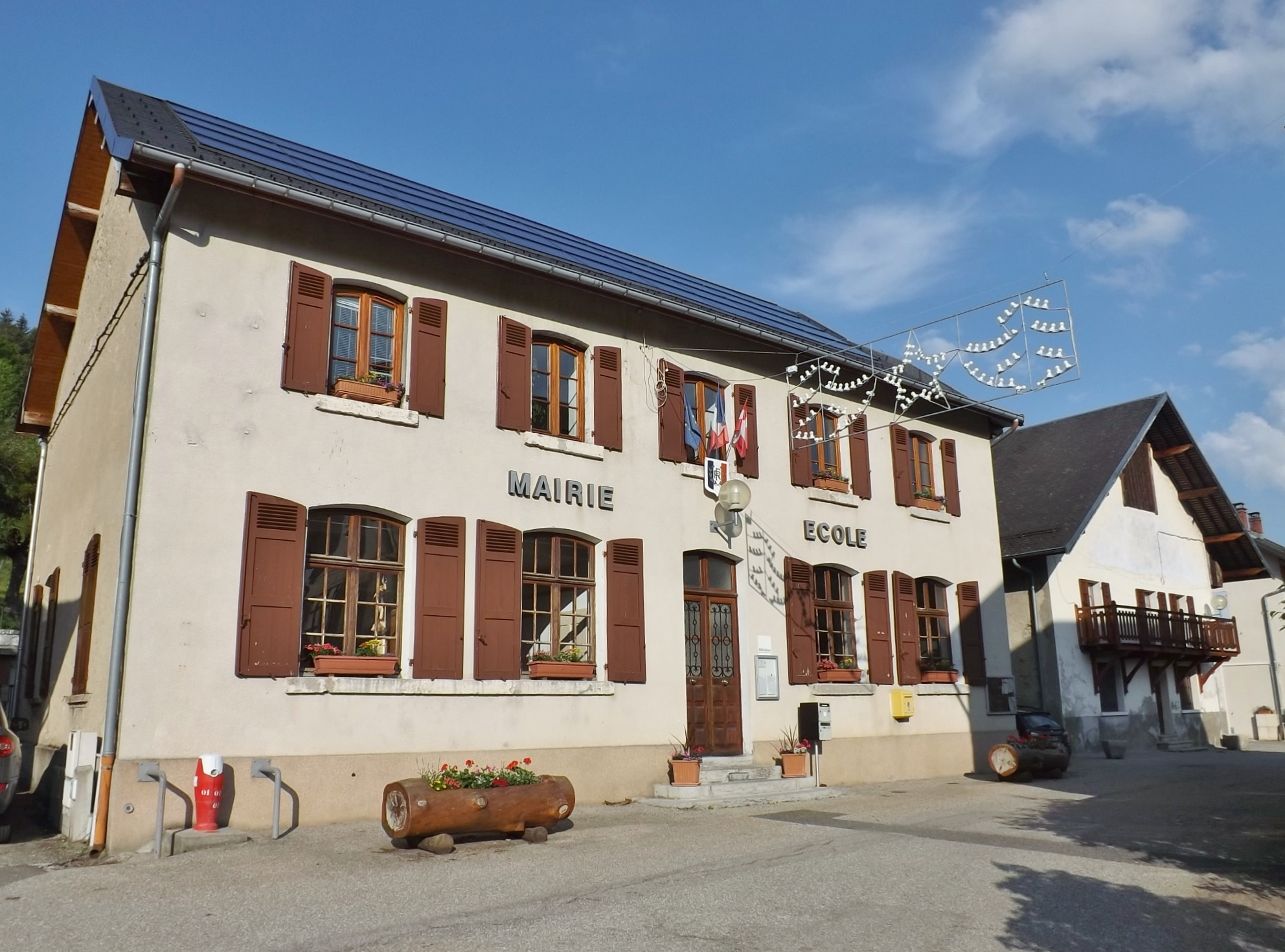
La mairie.

### Rattachements administratifs et électoraux

#### Rattachements administratifs
La commune se trouve depuis 1860 dans l'arrondissement de Chambéry du département de la Savoie.
Elle faisait partie  du canton de Saint-Pierre-d'Albigny. Dans le cadre du redécoupage cantonal de 2014 en France, cette circonscription administrative territoriale a disparu, et le canton n'est plus qu'une circonscription électorale.

#### Rattachements électoraux
Pour les élections départementales, la commune fait partie depuis 2014 du canton de Saint-Alban-Leysse
Pour l'élection des députés, elle fait partie de la quatrième circonscription de la Savoie.

### Intercommunalité
La Thuile était membre depuis 2006 de la communauté d'agglomération dénommée Chambéry métropole, un établissement public de coopération intercommunale (EPCI) à fiscalité propre créé en 2000 et auquel la commune avait transféré un certain nombre de ses compétences, dans les conditions déterminées par le code général des collectivités territoriales.
Dans le cadre des dispositions de la loi portant nouvelle organisation territoriale de la République du 7 août 2015, qui prévoit que les établissements publics de coopération intercommunale (EPCI) à fiscalité propre doivent avoir un minimum de 15 000 habitants, cette intercommunalité a fusionné avec sa voisine pour former, le 1er janvier 2017, la communauté d'agglomération Grand Chambéry, dont est désormais membre la commune.

### Tendances politiques et résultats
|                                   | 1er score | 1er score                                              | 2e score | 2e score                                            | Participation |
| Élections départementales de 2015 |           | 56,94 % pour Catherine Chappuis et Albert Darvey (DVG) |          | 43,06 % Michel Dyen et Martine Goubet-Etellin (DVD) | 58,21 %       |
| Élections européennes de 2014     |           | 26,92 % pour Jean-Marie Le Pen (FN)                    |          | 18,46 % pour Vincent Peillon (PS)                   | 52,12 %       |
| Élections municipales de 2014     |           | 58,96 % pour Dominique Pommat (SE)                     |          | 58,96 % pour Jacques Monnet (SE)                    | 83,40 %       |
| Élections législatives de 2012    |           | 58,82 % pour Bernadette Laclais (PS)                   |          | 41,18 % pour Christiane Brunet (DVD)                | 53,61 %       |
| Élection présidentielle de 2012   |           | 54,50 % pour François Hollande (PS)                    |          | 45,50 % pour Nicolas Sarkozy (UMP)                  | 85,44 %       |
| Élections régionales de 2010      |           | 61,76 % pour Jean-Jack Queyranne (PS)                  |          | 25,00 % pour Françoise Grossetête (UMP)             | 57,55 %       |
| Élections cantonales de 2008      |           | 52,45 % pour Christiane Brunet (DVD)                   |          | 23,04 % pour Jean-François Regnier (PCF)            | 86,00 %       |

### Administration municipale
Le nombre d'habitants au dernier recensement étant compris entre 100 et 499, le nombre de membres du conseil municipal est de 11, y compris le maire et ses adjoints.

### Liste des maires
| Période                                  | Période                       | Identité             | Étiquette | Qualité |
| ---------------------------------------- | ----------------------------- | -------------------- | --------- | --- |
| Les données manquantes sont à compléter. |                               |                      |           | |
|                                          |                               |                      |           | |
| 1860                                     |                               | M. Claude Jacquier   |           | |
|                                          |                               |                      |           | |
| mars 2001                                | 2014                          | Pierre Perez         |           | |
| 2014                                     | août 2023,                    | M. Dominique Pommat  |           | Commerçant ou assimilé Président de Grand Chambéry Alpes Tourisme ( ? → 2023) Vice-président du PNR du Massif des Bauges ( ? → 2023) Démissionnaire |
| octobre 2023                             | En cours (au 22 janvier 2024) | Jean-François Poitou |           | Artisan |

## Population et société

### Démographie
L'évolution du nombre d'habitants est connue à travers les recensements de la population effectués dans la commune depuis 1793. Pour les communes de moins de 10 000 habitants, une enquête de recensement portant sur toute la population est réalisée tous les cinq ans, les populations de référence des années intermédiaires étant quant à elles estimées par interpolation ou extrapolation. Pour la commune, le premier recensement exhaustif entrant dans le cadre du nouveau dispositif a été réalisé en 2008.

En 2022, la commune comptait 348 habitants, en évolution de +5,45 % par rapport à 2016 (Savoie : +3,63 %, France hors Mayotte : +2,11 %).
| 1793 | 1800 | 1806 | 1822 | 1838  | 1848  | 1858 | 1861 | 1866 |
| ---- | ---- | ---- | ---- | ----- | ----- | ---- | ---- | ---- |
| 828  | 891  | 864  | 987  | 1 013 | 1 017 | 849  | 826  | 816  |

| 1872 | 1876 | 1881 | 1886 | 1891 | 1896 | 1901 | 1906 | 1911 |
| ---- | ---- | ---- | ---- | ---- | ---- | ---- | ---- | ---- |
| 858  | 857  | 791  | 815  | 756  | 750  | 669  | 662  | 592  |

| 1921 | 1926 | 1931 | 1936 | 1946 | 1954 | 1962 | 1968 | 1975 |
| ---- | ---- | ---- | ---- | ---- | ---- | ---- | ---- | ---- |
| 508  | 462  | 444  | 464  | 380  | 286  | 261  | 242  | 198  |

| 1982 | 1990 | 1999 | 2006 | 2008 | 2013 | 2018 | 2022 | - |
| ---- | ---- | ---- | ---- | ---- | ---- | ---- | ---- | - |
| 197  | 229  | 258  | 274  | 279  | 318  | 329  | 348  | - |

### Manifestations culturelles et festivités
Chaque année se tient, au bord du lac de la Thuile, Festifoin, un festival écoresponsable proposant des concerts, des balades en forêt et des cueillettes musicales. Initié en 2017 par 3 associations locales, il revendique depuis 2022 être l'un des seuls festivals zéro voiture.

## Culture locale et patrimoine

### Lieux et monuments

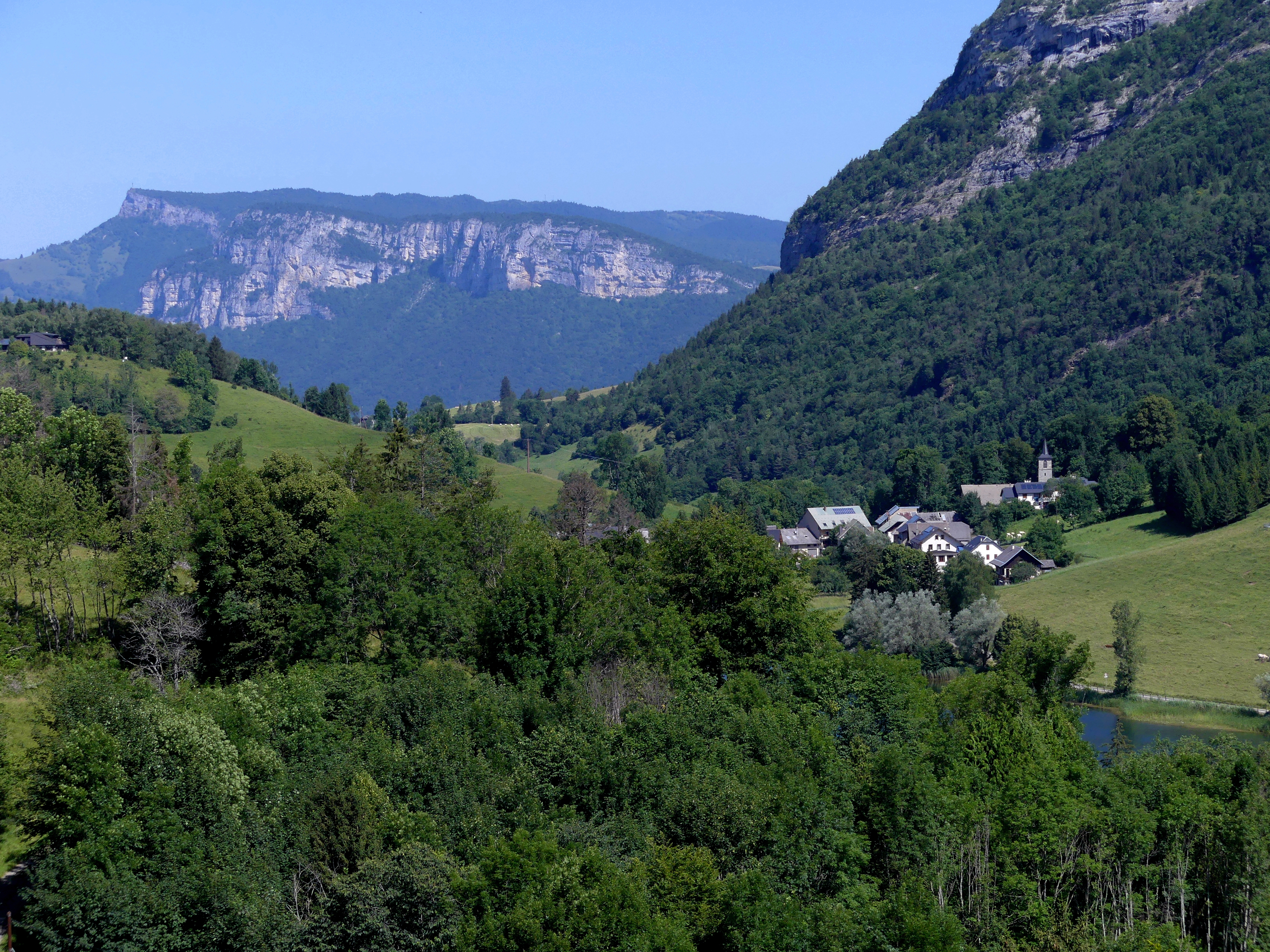
Le chef-lieu.

Le four à pain traditionnel situé au Chef-lieu fonctionne encore parfaitement. Il a été par exemple utilisé lors de la « Fête aux fours » du massif des Bauges le 18 octobre 2018.

### La Thuile dans les arts et la culture
La commune et son lac sont l'un des lieux de tournage du film Pas de Parole Pas de Pitié du réalisateur indépendant Richard Delay.